# Agriònies
Les Agriònies (en grec antic: Ἀγριώνια) eren uns festivals de l'antiga Grècia que se celebraven a Orcomen de Beòcia en honor de Dionís.
Segons Plutarc se celebrava de nit, i només hi participaven dones i sacerdots de Dionís; consistia en una espècie de joc en el qual les dones feien veure que cercaven Dionís. Aquest ritual de persecució es relaciona amb el mite de les Miníades, on tres noies no van voler assistir a les celebracions dionisíaques i van ser castigades pel déu. Antigament, es feia un sacrifici humà: cada any, el sacerdot de Dionís, amb l'espasa a la mà celebrava la fugida i la persecució de les Miníades, i qualsevol que les atrapés podia matar-les. Però això va desaparèixer molt aviat, i en època històrica se sacrificava un animal.
Plutarc diu que aquestes festes també se celebraven a Queronea, on les dones cercaven Dionís que s'havia escapat. A continuació, deixaven de cercar-lo i deien que s'havia amagat amb les muses, i quan estava a punt d'acabar el ritual feien un sopar i es proposaven les unes a les altres diverses endevinalles. A Queronea només hi participaven dones. Plutarc explica que la violència de la recerca quedava amagada per la vigilància de les muses i que la inquietud per trobar allò perdut es tranquil·litzava en un banquet de germanor.